# 条篮虫科
条篮虫科（学名：Androspyridae）为罩笼虫目的一个科。

## 下级分类
本科包括以下属：
- 双篮虫属 Amphispyris
- 丽条篮虫属 Lamprospyris Haeckel, 1882
- 肾篮虫属 Nephrospyris